# Jason Thompson
Jason Carlton Thompson (ur. 21 lipca 1986 w Mount Laurel Township) – amerykański koszykarz występujący na pozycjach silnego skrzydłowego oraz środkowego, aktualnie zawodnik Casademont Saragossa.
Od lipca 2015 zawodnik Philadelphia 76ers. Pod koniec miesiąca, 31 lipca trafił w wyniku wymiany do Golden State Warriors. Został zwolniony 22 lutego 2016 roku. 1 marca 2016 roku podpisał kontrakt z Toronto Raptors.
29 lipca 2017 został zawodnikiem tureckiego Fenerbahçe Doğuş. 11 sierpnia 2018 dołączył do chińskiego Sichuan Blue Whales.
16 października 2019 zawarł umowę z chińskim Pekin Royal Fighters.
21 lutego 2020 dołączył do hiszpańskiego Casademont Saragossa.

## Osiągnięcia
Stan na 25 lutego 2020, na podstawie, o ile nie zaznaczono inaczej.
NCAA
- Zawodnik roku konferencji Metro Atlantic Athletic (MAAC – 2008)[10]
- 2–krotny obrońca roku konferencji MAAC (2007, 2008)
- Laureat nagrody – Haggerty Award (2008)[11]
- Wybrany do:
  - I składu:
    - MAAC (2007, 2008)
    - turnieju:
      - MAAC (2005, 2008)
      - Orlando Classic (2008)

    - debiutantów MAAC (2005)

  - II składu MAAC (2006)

Drużynowe
- Mistrz Turcji (2018)
- Wicemistrz Euroligi (2018)
- Zdobywca pucharu prezydenta Turcji (2017)

Indywidualne
- Lider chińskiej ligi CBA w zbiórkach (2019)